# Beagle (krater)
Beagle je krater u četverokutu Margaritifer Sinusa (MC-19) na planetu Marsu. Krater je jedna od višestrukih topografskih depresija unutar izvanzemaljske ravnice Meridiani Planum, koju je istražio rover Opportunity. Rover ga je locirao na slikama snimljenim na sol 855 (20. lipnja 2006.), dok je bio udaljen 310 metara. Nalazi se na rubu puno većeg područja izbačenog materijala koji okružuje krater Victoria, nazvan Victoria Annulus. Ovaj udarni krater nazvan je u čast HMA Beagle Kraljevske mornarice, naručen u veljači 1817., koji je nosio Charlesa Darwina na njegovom putovanju oko svijeta.

## Misije
Opportunity je proveo sedam sola (Marsovih dana) promatrajući krater Beagle i okolna područja.
Sol 872 (7. srpnja 2006.): Opportunity je koristio svoju panoramsku kameru za neka ciljana istraživanja ovog sol-a, zatim je imao komunikacijsku sesiju s orbiterom Mars Odyssey 2001. Rover je također dovršio minijaturno promatranje neba i tla pomoću spektrometra toplinske emisije.
Sol 873: Pokušaj da se pređe val na jugoistoku (kako bi se krenulo prema krateru Beagle) prerano je prekinut jer je rover na odgovarajući način utvrdio da premalo napreduje preko valova. Rover je također vršio praćenje prašine pomoću sklopa jarbola za panoramsku kameru ("glava" i "vrat" rovera) i proveo neke jutarnje atmosferske znanosti, uključujući promatranje neba i tla minijaturnim spektrometrom toplinske emisije. Opportunity je također napravio kalibraciju tog instrumenta na ovom sol.
Sol 874: Opportunity je upotrijebio svoju panoramsku kameru za istraživanje tla, a zatim je napravio sliku svojom navigacijskom kamerom kako bi odredio kamo treba usmjeriti minijaturni spektrometar toplinske emisije. Minijaturni spektrometar toplinske emisije također je korišten za promatranje neba i tla. Panoramska kamera snimila je sličice neba.
Sol 875: Rover se uspješno odmaknuo od naboanog područja na kojem je tijekom sola 873 doživio klizanje od 80%. Opportunity je upotrijebio svoju panoramsku kameru i minijaturni spektrometar toplinske emisije na dalekom potencijalnom meteoritu; ti su instrumenti također dovršili promatranje neba i tla.
Sol 876: Rover je vozio jugozapadno prema rubu naboranog područja udaljenog oko 15 metara kako bi procijenio je li izdanak uz valić dostupan i postoji li put od izdanka prema krateru Beagle. Rover je također tražio oblake svojom navigacijskom kamerom i promatrao nebo i tlo svojim minijaturnim spektrometrom toplinske emisije.
Sol 877: Opportunity je vozio oko 25 metara po izdanku prema krateru Beagle. Rover je napravio "položaj brzog pronalaženja" na kraju vožnje, što ažurira njegov fizički položaj. Rover je podržavao prelet Mars Expressa i vršio daljinska istraživanja svojom panoramskom kamerom i minijaturnim spektrometrom toplinske emisije.
Sol 878: Rover je vozio oko 25 metara prema krateru Beagle. Opportunity je izveo elevacijske preglede neba i tla tijekom prolaska Mars Odyssey i minijaturnog termalnog emisijskog spektrometra promatrao nebo i tlo ujutro. Provest će se panoramsko snimanje kamerom ispred rovera kako bi se pomoglo u odabiru tla za aktivnost robotske ruke ovog vikenda.

## Vanjske poveznice
- Službena stranica Mars Roversa
- Marsovski krater Beagle  Arhivirana inačica izvorne stranice od 6. veljače 2012. (Wayback Machine) (panoramska slika)